# Луций Атидий Корнелиан
Луций Атидий Корнелиан (на латински: Lucius Attidius Cornelianus) e политик и сенатор на Римската империя през 2 век.
През 151 г. Корнелиан е суфектконсул заедно с Марк Коминий Секунд. През 162 г. той е управител на Сирия, където има голяма загуба във войната между партите и римляните.